# Biston
Biston es un género muy numeroso de polillas de la familia Geometridae. Fue descrita por primera vez por William Elford Leach en 1815 y se puede encontrar ampliamente distribuidas en las regiones holárticas, orientales y etíopes. 

## Descripción
Los representantes europeos del género Biston son mariposas nocturnas relativamente grandes con envergaduras de hasta 55 milímetros (2,2 plg). Las especies son extremadamente polífagas y se pueden encontrar en varios árboles y arbustos de hoja caduca. El representante más conocido dentro del género es la polilla moteada (Biston betularia), cuyas formas melánicas, que se presentan con frecuencia en áreas industriales, han dado lugar a un gran número de publicaciones.
Las orugas nocturnas tienen el hábito típico de una oruga medidora y están adaptadas a su hábitat mediante la forma y la coloración. La oruga de la polilla Biston strataria imita una pequeña ramita en posición de reposo estirando el cuerpo de la oruga en diagonal hacia adelante (mímesis).

## Especies
El género Ecleroa contiene 54 especies y 40 subespecies distribuidas en regiones puntuales del Paleártico y regiones del Oriente. Al menos una especie del género ha sido descrita en América del Norte, la reconocida mariposa de los abedules. En China se incluyen hasta 17 especies Biston. En Europa, el género está representado por tres especies. Anteriormente, las especies Apocheima hispidaria, Lycia pomonaria, Lycia zonaria y Lycia hirtaria también estaban unidas en el género Biston.
- Biston achyra Wehrli, 1936
- Biston bengaliaria (Guenée, 1857)
- Biston betularia (Linnaeus, 1758) – polilla moteada, del inglés "peppered moth"
- Biston brevipennata Inoue, 1982
- Biston bura (Warren, 1894)
- Biston contectaria (Walker, 1863)
- Biston exalbescens Inoue, 2000
- Biston falcata (Warren, 1893)
- Biston giganteus Inoue
- Biston hypoleucus Kuznetsov, 1901
- Biston inouei Holloway, 1993
- Biston insularis (Warren, 1894)
- Biston marginata Shiraki, 1913
- Biston mediolata Jiang, Nan, Dayong Xue & Hongxiang Han, 2011
- Biston melacron Wehrli, 1941
- Biston multidentata (Guedet, 1941)
- Biston panterinaria (Bremer & Grey, 1853)
- Biston pelidna Prout
- Biston perclara (Warren, 1899)
- Biston pustulata (Warren, 1896)
- Biston quercii (Oberthür, 1910)
- Biston regalis (Moore, 1888)
- Biston robustum Butler, 1879
- Biston strataria (Hufnagel, 1767) – oak beauty
- Biston subregalis Inoue
- Biston suppressaria (Guenée, 1857)
- Biston thibetaria (Oberthür, 1886)
- Biston thoracicarius (Oberthür, 1884)
- Biston tianschanicus Wehrli, 1940